# Miquel Amengual
Miquel Amengual (Mallorca, segle xviii) fou un canonge i compositor.
Escolà de l'Escolania de Lluc de finals de 1739 que li permet estar en contacte amb la música a través del professorat i la introducció de l'estudi de nous instruments. Després amb tot el coneixement adquirit als Blauets ("nens blaus" com posteriorment van ser reconeguts i són avui en dia) arribà a ser canonge regular de San Antonio de Olite a Navarra. També fou rector de la parròquia dels pobles d'Algaida, Pina, Sant Honorat, Cura i Castellitx. El seu nebot va fer el seu testament i recollí els seus béns en un inventari incloent el retaule major de l'església d'Algaida el qual es finalitzà dia 7 de desembre de 1741 perquè faltava daurar. En aquest retaule apareixen Sant Miquel, l'arcàngel, Jesús a la creu, Sant Cristòfol, els noms del mateix Miquel Amengual i parents.

## Obra[1]
Es conserven les següents obres al Santuari de Lluc: 
- Salve Regina per a 8 v, violins i trompes

- Tono als Dolors de Nostra Senyora per a 4 v i violins